# 萊萊亞斯卡鄉
44°47′N 24°26′E / 44.783°N 24.433°E
萊萊亞斯卡鄉（羅馬尼亞語：Comuna Leleasca, Olt），是羅馬尼亞的鄉份，位於該國南部，由奧爾特縣負責管轄，處於布加勒斯特以西140公里，每年平均降雨量1,040毫米，海拔高度329米，2007年人口1,535。